# Andy Herron
Pour les articles homonymes, voir Herron.
Andy Francisco Herron Aguilar, né le 3 février 1978 à Puerto Limón au Costa Rica, est un footballeur international costaricien, qui évoluait au poste d'attaquant.

## Biographie

### Carrière en sélection
Avec l'équipe du Costa Rica, il joue 17 matchs (pour 5 buts inscrits) entre 2002 et 2009. Il figure notamment dans le groupe des sélectionnés lors de la Gold Cup de 2009.
Il participe également à la Copa América de 2004.